# Halogenkarboxylové kyseliny
Halogen karboxylové kyseliny jsou karboxylové kyseliny, které mají v řetězci mimo funkční skupiny nahrazen atom vodíku atomem halogenu. Patří proto mezi substituční deriváty.

## Vlastnosti
Většinou se jedná o krystalické látky dobře rozpustné ve vodě nebo v lihu. Mají leptavé účinky, jsou toxické a velmi reaktivní.
Síla halogenkarboxylových kyselin je vzhledem k zápornému indukčnímu efektu halogenů větší než výchozích kyselin. Vliv substituentu se stoupající vzdáleností od karboxylové skupiny klesá. Síla roste se zvyšujícím se počtem navázaných halogenů.
CClH2-CH2-CH2-COOH < CH3-CHCl-CH2-COOH < CH3-CH2-CHCl-COOH
CH3-COOH < CH2Cl-COOH < CHCl2-COOH < CCl3-COOH

## Příprava
- α-halogenkyseliny se připravují katalytickou halogenací karboxylových kyselin.
CH3-COOH + Cl2 → CH2Cl-COOH + HCl
- Další možností je adice halogenovodíku na nenasycené karboxylové kyseliny.
CH2=CH-COOH + HCl → CH3-CHCl-COOH
- Aromatické halogenkarboxylové kyseliny lze získat elektrofilní halogenací. Také je možné použít oxidaci bočních řetězců alkylhalogenarenů.

## Reakce
- Hydrolýzou α-halogenkyselin získáme příslušnou hydroxykyselinu a uvolní se halogenovodík.
R-CHX-COOH + H2O → R-CH(OH)-COOH + HX
- Hydrolýzou γ-halogenkyselin a dalších následným propojením obou OH skupin za odštěpení vody vzniká lakton.
- Eliminací halogenovodíku připravíme nenasycené karboxylové kyseliny.
R-CHX-CH2-COOH – HX → R-CH=CH-COOH